# Conde de Lagoaça
Conde de Lagoaça é um título nobiliárquico criado por D. Luís I de Portugal, por Decreto de 31 de Outubro e Carta de 6 de Novembro de 1866, em favor de António José Antunes Navarro, antes 1.º Visconde de Lagoaça.
Titulares
1. António José Antunes Navarro, 1.º Visconde e 1.º Conde de Lagoaça;
2. José Antunes Navarro, 2.º Conde de Lagoaça.